# Carlo Rizzo (Perkussionist)
Carlo Rizzo (* 1955 in Mestre/Venetien) ist ein italienischer Perkussionist, der sich besonders auf das Tamburello, eine süditalienische Form des Tamburin, spezialisiert hat.

## Leben und Wirken
Rizzo studierte bis 1979 Malerei und Bildhauerei an der Accademia delle Belle Arti in Rom. In dieser Zeit erlernte er auch die Technik des Tamburellospiels bei Alfio Antico und das Spiel der neapolitanischen Tammorra bei Raffaele Inserra. Er vervollkommnete seine Kenntnisse autodidaktisch und trat bald mit verschiedenen italienischen Gruppen für traditionelle Musik auf.
1983 gastierte er als Musiker in Giovanna Marinis Il Regalo dell’ Imperatore in Frankreich, wohin er im Folgejahr ganz übersiedelte. Er lebte zunächst in Paris, später in Grenoble. Er arbeitete bald mit zahlreichen Gruppen und Musikern aus den Bereichen der traditionellen Musik, des Jazz und der zeitgenössischen Musik zusammen und trat bei Konzerten und Festivals in ganz Europa, den USA, der Karibik und Lateinamerika, in Asien und Afrika auf.
1988 unterrichtet er am Conservatoire National von Réunion, 1994 am Konservatorium von Rueil-Malmaison. Zwischen 1991 und 1993 unterrichtete er an der Pariser Universität traditionelle italienische Musik. Rizzo entwickelte zwei eigene Formen des Tamburello (Tamburello Politimbrico und Tamburello Multitimbrico), die er auch selbst herstellt.

## Diskographische Hinweise
- Luc Ferrari: Matin et Soir, 1989
- La Grande Bande Des Cornemuses, 1990
- Il Trillo, 1992
- Michael Riessler: Héloise, 1993
- Journal de Bord - 38è Rugissant, 1993
- Tanz Folkfest Rudolstadt, 1993
- Anthologie de la Chanson Française - La Tradition, 1994
- André Velter: Le Grand Passage, 1994
- Valentin Clastrier: Le Bûcher des Silences, 1994
- Clastrier - Riessler - Rizzo: Palude, 1995
- Michael Riessler: Tentations d’ Abelard, 1995
- Ambrogio Sparagna: Invito, 1995
- The Justin Vali Trio, 1995
- Antonio Placer: La Danza De Los Azares, 1995
- Micrologus: d’ Amor Cantando, 1995
- Édouard Glissant: Les Poétiques, 1996
- Schérzo Orientale, 1997
- Ambrogio Sparagna: La Via Dei Romei, 1997
- J. P. Yvert - J. Mayoud: Fragment de Routes, 1997
- Eric Montbel: Ulysse, 1997
- Carlo Rizzo - Ibrahim Jaber: Rituel Du Feu, 1997
- Vents d’Est: Ballades pour une mer qui chante, 1997
- Antonio Placer: Un poco cielo, un poco tierra, 1998
- Italie : Musiques Populaires d’Aujourd ‘hui, 1998
- Michael Riessler: Honig und Asche, 1998
- Rita Marcotulli: The Woman Next Door, 1998
- Toscane, 1999
- Paolo Damiani, Carlo Mariani, Michele Rabbia, Sandro Satta, Carlo Rizzo: Mediana, 1999
- Dhafer Youssef: Malak, 1999
- Trio Chemirani, Montanaro, Rizzo: Alazar, 2000
- Gianluigi Trovesi Nonet: Round About a Midsummer's Dream, 2000
- Jean-Jacques Goldman: Chansons Pour Les Pieds, 2001
- Une Anche Passe: Nigriz, 2002
- Jean-Luc Fillon: Oboa, 2003, mit João Paulo
- Montserrat Figueras: Lux Feminae (900-1600), 2006
- Eugenio Colombo, Michel Godard, Carlo Rizzo: Ciaobelleragazze, 2006
- Patrick Bebelaar: Pantheon, 2007
- Henry Fourès, Carlo Rizzo, Beñat Achiary, Célébration du contre-jour, 1 CD Radio France, Harmonia Mundi, 2007.
- Vincent Klink/Patrick Bebelaar: Stupor Mundi, 2014, mit Michel Godard und Gavino Murgia

## Kompositionen
- Tammurriata, 1991
- Poliritmia, 1992
- La Fête des Reugnes, 1993
- Toscane, 1998
- Canto Ritmico, 2000
- Lumiera, 2000